# MUSC Health Stadium
Das MUSC Health Stadium ist ein Fußballstadion in der US-amerikanischen Stadt Charleston, South Carolina.

## Geschichte
Das 1999 eröffnete Blackbaud Stadium ist Heimspielort der Charleston Battery, ein Fußball-Franchise der United Soccer League, und kann 5.100 Zuschauer fassen. Benannt ist das Stadion nach dem Softwareunternehmen Blackbaud, dessen Firmenzentrale sich direkt am Stadion befindet.
Im Jahr 2008 wurde auf dem Gelände hinter dem Tor am nördlichen Ende des Stadions eine Solarstromanlage aufgestellt.
Am 30. Juli 2015 wurden die Namensrechte an die Medical University of South Carolina verkauft.

## Länderspiele
Bisher trug die Frauen-Fußballnationalmannschaft der Vereinigten Staaten zwischen 2000 und 2009 fünf Länderspiele in Charleston aus.
- 08. Apr. 2000:  Vereinigte Staaten –  Island 0:0 (Freundschaftsspiel)
- 12. Jan. 2002:  Vereinigte Staaten –  Mexiko 7:0 (Freundschaftsspiel)
- 16. Feb. 2003:  Vereinigte Staaten –  Island 1:0 (Freundschaftsspiel)
- 23. Okt. 2005:  Vereinigte Staaten –  Mexiko 3:0 (Freundschaftsspiel)
- 22. Juli 2009:  Vereinigte Staaten –  Kanada 1:0 (Freundschaftsspiel)

## Lage
Das Stadion befindet sich auf Daniel Island, einer 16 km² großen Insel, welche sich zwischen den Flüssen Cooper River und Wando River befindet.